# إلينا سانتياغو
إلينا سانتياغو (بالإسبانية: Elena Santiago)‏ هي كاتِبة إسبانية، ولدت في 8 فبراير 1941 في فيجيلينا دي أوربيجو ‏ في إسبانيا.

## وصلات خارجية
- الموقع الرسمي